# Sant'Arcangelo
Sant'Arcangelo è un comune italiano di 5 880 abitanti della provincia di Potenza in Basilicata.
Si divide nella frazione di San Brancato e Sant'Arcangelo paese (parte vecchia).

## Geografia fisica
Il paese sorge a 388 metri di altitudine sul livello del mare (min 137, max 772), sulle alture alla destra del medio corso del fiume Agri.
Il territorio del comune ha un'estensione di 89,1 km².

## Storia
Nel territorio comunale furono viste tracce di insediamenti risalenti all'VIII secolo a.C. Tra la fine del V secolo a.C. e gli inizi del IV, la valle dell'Agri fu occupata dai Lucani, a cui appartiene la necropoli di San Brancato, dove negli anni ottanta furono scoperte circa duecentoventi sepolture. Un piccolo centro abitato ad essa riferibile, databile tra il IV e il III secolo a.C. è stato rinvenuto tra le contrade Gavazzo, Cannone e Mulino.
Nel III secolo a.C. i Lucani furono alleati dei Romani ed ebbero la cittadinanza romana nel I secolo a.C. Il centro di San Brancato decadde a favore della colonia romana di Grumentum.
L'attuale Sant'Arcangelo venne fondata dai Longobardi del ducato di Benevento nella seconda metà del VII secolo e prese il nome dall'arcangelo San Michele, loro patrono.
Sotto i Normanni compare nel Catalogus baronum, un registro per il servizio militare redatto sotto il re Guglielmo il Buono, del 1150-1168, come feudo in possesso del conte di Andria, con quattro vassalli, che poteva fornire 10 militi.
Sotto gli Angioini nel 1305 il vescovo di Anglona protestò con il re a causa del tentativo del feudatario di Sant'Arcangelo di impadronirsi dell'abbazia di Santa Maria d'Orsoleo. Il feudo appartenne a Nicolò Lamarra, da cui passò nel 1390 a Beatrice di Ponziaco, e poi a Carlo d'Artus, a seguire a Pietro Barrile.
Il 27 agosto 1826 i Barrile ne ottennero il titolo di principe. Dopo l'estinzione di questa famiglia il solo feudo passò alla famiglia Colonna dei principi di Stigliano, mentre il titolo di principe passò invece dal 1853 ai Ricciardi, duchi di Caivano, marchesi di Fuscaldo e conti dei Camadoli.
Nel Regno d'Italia fu sede di mandamento appartenente al circondario di Lagonegro e alla diocesi di Anglona-Tursi.

### Simboli
Lo stemma comunale e il gonfalone sono stati concessi con decreto del presidente della Repubblica dell'11 dicembre 1974.
Il gonfalone è un drappo partito di bianco e di giallo.

## Monumenti e luoghi d'interesse

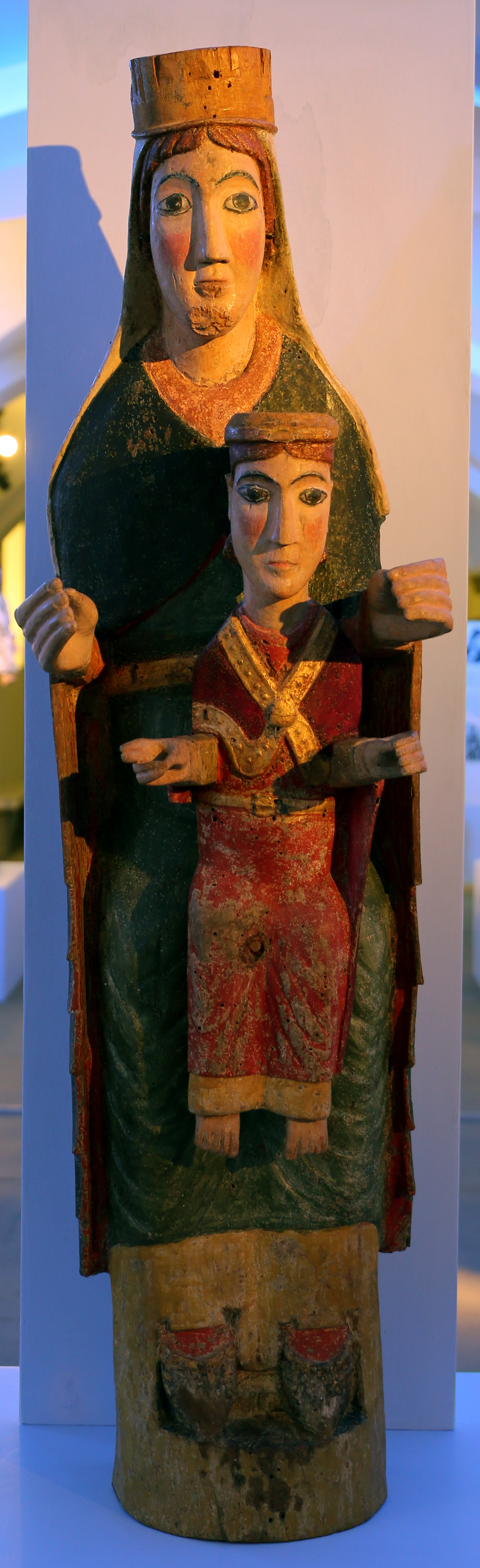
Madonna di scuola catalana o aragonese, 1190 circa, Santa Maria di Orsoleo

- Complesso monastico di Santa Maria d'Orsoleo
- Palazzo della Cavallerizza
- Chiesa Madre di San Nicola di Bari
- Chiesa dei Padri Riformati o di San Rocco
- Chiesa di Santa Maria degli Angeli o Mauro
- Chiesa di Sant'Anna
- Cappella della Provvidenza
- Palazzo Molfese
- Palazzo Guarini
- Palazzo De Ruggiero
- Torre Giocoli
- Palazzo Scardaccione
- Palazzo Carafa-Di Gese
- Palazzo Sansanelli
- Torre Molfese
- Fontana di Cifariell
- Fontana di Mederico
- Fontana di Parlante
- Fontana del Cannone
- Murge Molfese

## Società

### Evoluzione demografica
Abitanti censiti

### Religione
In tutto il territorio comunale operano tre parrocchie:
- San Nicola di Bari
- San Rocco Confessore
- San Giuseppe Operaio

## Cultura

### Scuole
- Circolo Didattico che comprende due complessi di scuola e due di scuola elementare
- Scuola Media Statale
- Sant'Arcangelo è sede dell'Istituto d'Istruzione Superiore con due Sezioni Associate
  - Sezione Liceo Scientifico Statale "Carlo Levi".
  - Sezione I.C.G.C.
  - I.P.A.A. Istituto Professionale di Stato per l'Ambiente e l'Agricoltura con convitto annesso
  - Mpi-Dst-D.G. Personale della Scuola e della Amministrazione

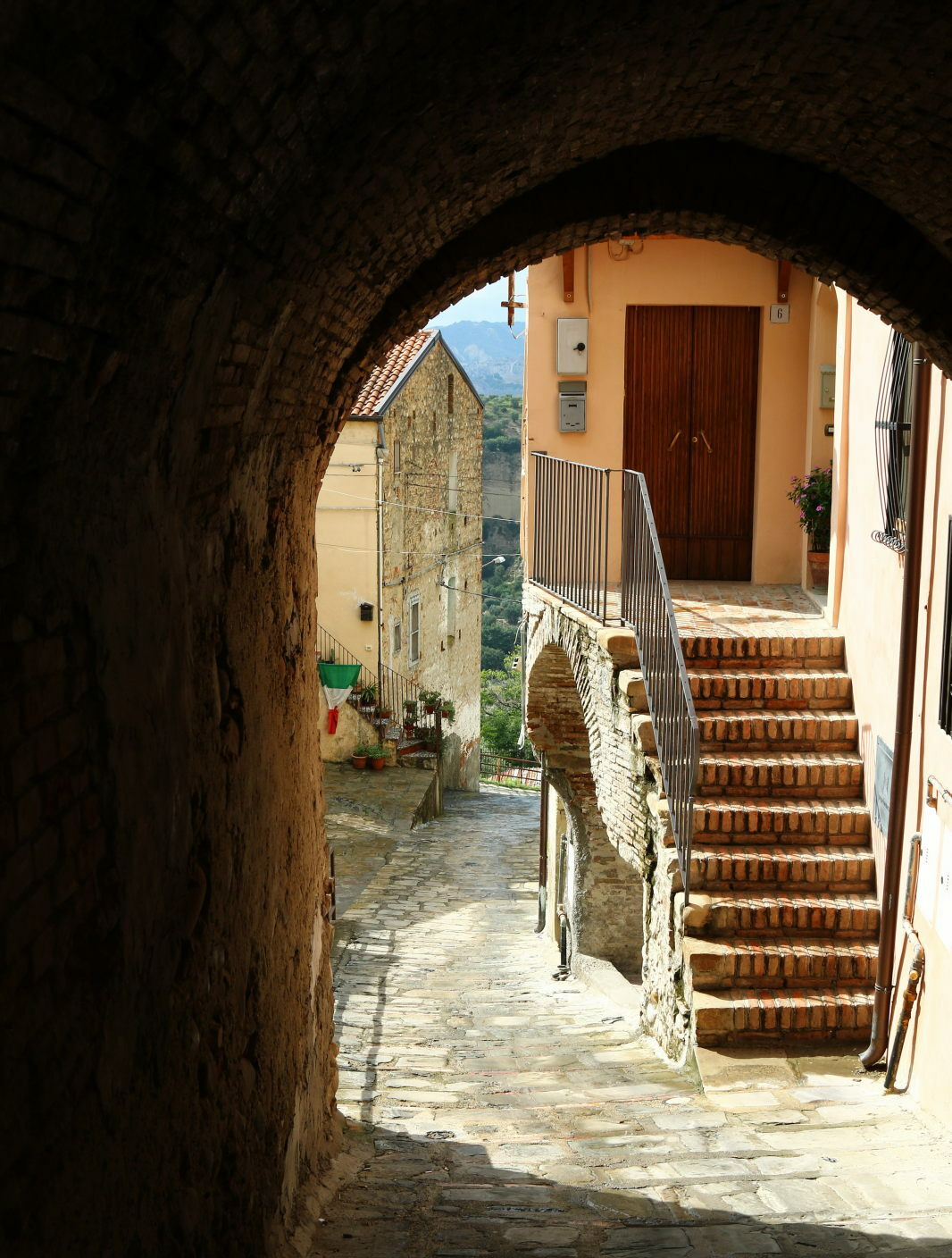
Per le vie del centro storico

### Musica
A Sant'Arcangelo è presente il complesso bandistico "Michele Lufrano, Città di Sant'Arcangelo".

### Cinema
- Nel 1999 a Sant'Arcangelo sono state girate parte delle riprese del film Terra bruciata di Fabio Segatori con Giancarlo Giannini, Raoul Bova, Francesco Paolantoni e Michele Placido.

### Istituzioni, enti e associazioni
Nel 2009 è stata costituita su iniziativa del Premio Nobel per la Pace Betty Williams la Fondazione Città della Pace per i bambini, che prevede strutture che possano ospitare i bambini che vivono in situazioni di pericolo nei loro paesi, da realizzarsi a Sant'Arcangelo ed a Scanzano Jonico. La Città della Pace ha l'obiettivo di garantire assistenza, istruzione ed educazione a minori in condizioni di disagio sociale o pericolo derivanti da guerre o disastri ambientali.

## Economia
Un tempo era nota per l'allevamento di una superlativa razza di cavalli detta “Neapolitana”, per la produzione di cotone, di ortaggi di olio e di vino.
Rinomata è, ancor oggi, la produzione di olio di oliva, di ortaggi, di prodotti caseari, di vino.

## Infrastrutture e trasporti
- Strade principali:
  - Strada statale 598 di Fondovalle dell'Agri

## Amministrazione
| Periodo | Periodo   | Primo cittadino        | Partito                                 | Carica  | Note |
| ------- | --------- | ---------------------- | --------------------------------------- | ------- | ---- |
| 1900    | 1905      | Francesco Mastrosimone | Destra storica                          | Sindaco |      |
| 1905    | 1914      | Giovanni D'Amore       | Partito Socialista Italiano             | Sindaco |      |
| 1917    | 1919      | Giambattista De Pietro | Partito Socialista Italiano             | Sindaco |      |
| 1917    | 1919      | Raffaele Durante       | comm.                                   | Sindaco |      |
| 1920    | 1924      | Vito Cerabona          | Partito Socialista Unitario             | Sindaco |      |
| 1924    | 1927      | Giuseppe Matella       | Partito Nazionale Fascista              | Sindaco |      |
| 1927    | 1931      | Giovanni D'Amore       | Partito Socialista Italiano             | Sindaco |      |
| 1931    | 1933      | Filippo Mastrosimone   | Partito Nazionale Fascista              | Sindaco |      |
| 1933    | 1935      | Pietro Giocoli         | Partito Nazionale Fascista              | Sindaco |      |
| 1935    | 1939      | Francesco Catronuovo   | Partito Nazionale Fascista              | Sindaco |      |
| 1939    | 1942      | Paquale Pastore        | Partito Nazionale Fascista              | Sindaco |      |
| 1942    | 1942      | Franco Scardaccione    | Partito Nazionale Fascista              | Sindaco |      |
| 1943    | 1944      | Paquale D'Amelio       | Partito Fascista Repubblicano           | Sindaco |      |
| 1944    | 1946      | Vito Cerabona          | indipendente                            | Sindaco |      |
| 1946    | 1956      | Filippo Mastrosimone   | Partito Nazionale Monarchico            | Sindaco |      |
| 1956    | 1960      | Giuseppe Cudemo        | Democrazia Cristiana                    | Sindaco |      |
| 1960    | 1964      | Antonio Lavitola       | Democrazia Cristiana                    | Sindaco |      |
| 1964    | 1970      | Lorenzo Guarini        | Democrazia Cristiana                    | Sindaco |      |
| 1970    | 1973      | Pasquale Castronuovo   | Partito Comunista Italiano              | Sindaco |      |
| 1973    | 1975      | Mario Sansanelli       | Partito Socialista Democratico Italiano | Sindaco |      |
| 1975    | 1976      | Francesco Cudemo       | Democrazia Cristiana                    | Sindaco |      |
| 1976    | 1978      | Vincenzo Cesareo       | Democrazia Cristiana                    | Sindaco |      |
| 1978    | 1980      | Pietro Infantino       | Democrazia Cristiana                    | Sindaco |      |
| 1980    | 1981      | Lorenzo Guarini        | Partito Socialista Italiano             | Sindaco |      |
| 1981    | 1982      | Giuseppe Rizzo         | Partito Socialista Italiano             | Sindaco |      |
| 1982    | 1983      | Francesco Rolli        | commissario prefettizio                 | Sindaco |      |
| 1983    | 1989      | Rocco Guerriero        | Democrazia Cristiana                    | Sindaco |      |
| 1989    | 1989      | Prospero Pedacchio     | Democrazia Cristiana                    | Sindaco |      |
| 1989    | 1990      | Giuseppe Rizzo         | Partito Socialista Italiano             | Sindaco |      |
| 1990    | 1992      | Vincenzo Cicchelli     | Partito Socialista Italiano             | Sindaco |      |
| 1992    | 1993      | Pasquale Critone       | Partito Comunista                       | Sindaco |      |
| 1993    | 1997      | Beniamino Defina       | Partito Democratico della Sinistra      | Sindaco |      |
| 1997    | 2000      | Domenica Maria Tedesco | Polo per le Libertà                     | Sindaco |      |
| 2000    | 2001      | Francesco Mauceri      | commissario prefettizio                 | Sindaco |      |
| 2001    | 2006      | Michele De Filippo     | Democratici di Sinistra                 | Sindaco |      |
| 2006    | 2011      | Domenico Esposito      | L'Unione                                | Sindaco |      |
| 2011    | 2015      | Domenico Esposito      | Lista civica (PD)                       | Sindaco |      |
| 2015    | 2020      | Vincenzo Nicola Parisi | Lista civica (Movimento 5 Stelle)       | Sindaco |      |
| 2020    | in carica | Salvatore La Grotta    | Lista civica                            | Sindaco |      |

## Sport
- Santarcangiolese Calcio - Campionato di Promozione Lucana
- Società Sportiva Santarcangiolese A.S.D.
- A.S.D. ACS '09 Sant'Arcangelo ACS'09 Archiviato il 19 agosto 2013 in Internet Archive.